# Ново село (Леринско)
Вижте пояснителната страница за други значения на Ново село.
Ново село (на гръцки: Νέα Κώμη, Неа Коми, до 1926 година Νόβο Σέλο, Ново село или Νοβοσέλι, Новосели) е бивше село в Република Гърция, на територията на дем Суровичево, област Западна Македония.

## География
Развалините на селото са разположени в котловината Саръгьол между селата Гулинци (Роднас), Долно Неволяни (Валтонера) и Рудник (Анаргири). Традиционно се е състояло от две махали – Горна и Долна, на гръцки Ано и Като Неа Коми.

## История

### В Османската империя
В „Етнография на вилаетите Адрианопол, Монастир и Салоника“, издадена в Константинопол в 1878 година и отразяваща статистиката на населението от 1873 година, Ново село (Novo-selo) е посочено като в каза Джумали със 106 домакинства и 16 жители мюсюлмани и 330 българи.
Според статистиката на Васил Кънчов („Македония. Етнография и статистика“) в 1900 година Новоселско има 120 жители цигани.
На Етнографската карта на Битолския вилает на Картографския институт в София от 1901 година Новоселци е смесено село българи, власи, албанци и турци в Леринската каза на Битолския санджак с 31 къщи.

### В Гърция
През Балканската война в селото влизат гръцки войски и след Междусъюзническата остава в Гърция. В 1913 година селото има 32 жители, а в 1928 - 13. Боривое Милоевич пише в 1921 година („Южна Македония“), че Чифлик Ново село има 3 къщи турци, а Ветко Ново село има 5 къщи турци. В 1928 година името на селото е преведено на Неа Коми.
По-късно е изселено заради разработването на лигнитна мина.